# Сражение у мыса Орландо
Сражение у мыса Орландо (ит. Battaglia di Capo d'Orlando) — морское сражение, произошедшее 4 июля 1299 года у северо-западного берега Сицилии во время войны Сицилийской вечерни, в котором арагонский и анжуйский галерный флот под командованием Руджеро ди Лауриа разгромил сицилийский галерный флот Конрада д'Ориа.
Стремясь завоевать Сицилию король Арагона Хайме II собрал в Неаполе флот из 46 арагонских и 10 анжуйских галер, а также несколько транспортных судов. В свою очередь, король Сицилии Фридрих III вывел в море 40 галер в попытке перехватить направлявшиеся к острову силы вторжения. Подойдя к Сицилии и понимая, что флот противника уже близко, Хайме выгрузил припасы, лошадей и больных на мысе Орландо и пересадил пехотинцев с транспортных судов на боевые галеры.
Руджеро ди Лауриа расположил свой флот у берега, и все корабли были тесно связаны вместе, чтобы усилить строй. Считается вероятным, что Лауриа также приказал построить перекидные мосты, чтобы перебрасывать подкрепление с берега. Конрад д'Ориа приблизился в тесном строю, также связав корабли цепями, имея 20 судов слева и 19 справа, с флагманом в центре.
Первоначально битва велась на расстоянии: обе линии кораблей обменивались обстрелом из арбалетов. Однако один из капитанов Фридриха, стремясь сблизиться с противником, перерезал цепи и двинулся вперед. Другие сицилийские суда последовали его примеру, в результате чего обе линии были сломаны, и все суда вступили в ближний бой. Благодаря подошедшему резерву из шести галер, который атаковал тыл сицилийского флота, арагонцы сумели захватить первый сицилийский корабль. Сицилийцы бежали, когда флагманский корабль с Фридрихом на борту отступил после того, как король упал от жары и изнеможения. Восемнадцать сицилийских судов были захвачены, а их команды по приказу Лаурии были перебиты.
Победа в сражении позволила вторгнуться на Сицилию, но Хайме, позже порвав со своими союзниками-анжуйцами, отвел свои войска в Арагон, а Фридрих смог разгромить анжуйскую армию на суше и обеспечить независимость Сицилии.